# Evaristo Prendes
Evaristo Prendes Saus (Buenos Aires, 23 maggio 1934) è un ex schermidore argentino.

## Biografia
Ha partecipato ai Giochi della XIX Olimpiade di Città del Messico nel 1968.

## Palmarès
In carriera ha conseguito i seguenti risultati:
- Giochi panamericani:

Winnipeg 1967: oro nel fioretto a squadre.